# Euscirrhopterus
Euscirrhopterus là một chi bướm đêm thuộc họ Noctuidae.

## Loài
- Euscirrhopterus cosyra Druce, 1896
- Euscirrhopterus discifera Hampson, 1901
- Euscirrhopterus gloveri Grote & Robinson, 1868
- Euscirrhopterus klagesi Jordan, 1908
- Euscirrhopterus poeyi Grote, 1866
- Euscirrhopterus valkeri Hampson, 1901